# If You're Reading This It's Too Late
If You're Reading This It's Too Late é a quarta mixtape do rapper canadiano Drake, lançada a 13 de fevereiro de 2015 através da Cash Money Records, Young Money Entertainment e OVO Sound. O projeto foi disponibilizado na loja digital iTunes sem anúncio prévio.

## Alinhamento de faixas
| N.º            | Título                                          | Compositor(es)                                                                   | Produtor(es)                                   | Duração |  |
| 1.             | "Legend"                                        | Aubrey Graham, Jahron Brathwaite, Q. Miller, B. Bush, Timothy Mosley             | PartyNextDoor                                  | 4:01    |  |
| 2.             | "Energy"                                        | Graham, Matthew Samuels                                                          | Boi-1da, OB O'Brien (co.)                      | 3:01    |  |
| 3.             | "10 Bands"                                      | Graham, Miller, Samuels, Adam Feeny,R. Thomas III                                | Boi-1da, Sevn Thomas (co.)                     | 2:57    |  |
| 4.             | "Know Yourself"                                 | Graham, Miller, Samuels, Anderson Hernandez, J. Scruggs                          | Boi-1da, Vinylz (co.), Syk Sense (co.)         | 4:35    |  |
| 5.             | "No Tellin'"                                    | Graham, Miller, K. Samir, Samuels, Feeny                                         | Boi-1da, Frank Dukes (co.)                     | 5:10    |  |
| 6.             | "Madonna"                                       | Graham, Noah Shebib, S. Garnett, Bush, Mosley                                    | Noah "40" Shebib                               | 2:57    |  |
| 7.             | "6 God"                                         | Graham, Samuels, Scruggs                                                         | Boi-1da, Syk Sense                             | 3:00    |  |
| 8.             | "Star67"                                        | Graham, Amir Obie, E. Ahmed, D. Smith, D. Levy, Shebib                           | Vinylz, Most High, Amir Obe                    | 4:55    |  |
| 9.             | "Preach" (com PartyNextDoor)                    | Graham, Brathwaite, Alicia Augello-Cook, Kerry Brothers Jnr, E. Jantunen, Shebib | PartyNextDoor                                  | 3:57    |  |
| 10.            | "Wednesday Night Interlude" (com PartyNextDoor) | Brathwaite, Ekali                                                                | PartyNextDoor                                  | 3:32    |  |
| 11.            | "Used To" (com Lil Wayne)                       | Graham, Dwayne Carter, Miller, Samir, Ebony Oshunrinde, M. Giombini              | Wondagurl                                      | 4:28    |  |
| 12.            | "6 Man"                                         | Graham, Miller, Shebib                                                           | Noah "40" Shebib, Daxz (co.)                   | 2:47    |  |
| 13.            | "Now & Forever"                                 | Graham, G. Phillips, Eric Dingus                                                 | Eric Dingus, Jimmy Prime                       | 4:41    |  |
| 14.            | "Company" (com Travis Scott)                    | Graham, Jacques Webster, Oshunrinde                                              | TM88, Wondagurl, Travis Scott                  | 4:12    |  |
| 15.            | "You & the 6"                                   | Graham, Samuels, Ramon Ilbanga Jr., Shebib, A. Ritter                            | Boi-1da, Noah "40" Shebib (co.), Illmind (co.) | 4:24    |  |
| 16.            | "Jungle"                                        | Graham, Gabriel Garzón-Montano, Samir, Shebib                                    | Noah "40" Shebib                               | 5:20    |  |
| Duração total: | Duração total:                                  | Duração total:                                                                   | Duração total:                                 | 63:57   |  |

| Faixa bónus    |                   |                                           |                                                            |         |  |
| N.º            | Título            | Compositor(es)                            | Produtor(es)                                               | Duração |  |
| 17.            | "6PM in New York" | Graham, Samir, Samuels, Feeny, Thomas III | Boi-1da, Frank Dukes, Bobby White (co.), Sevn Thomas (co.) | 4:43    |  |
| Duração total: | Duração total:    | Duração total:                            | Duração total:                                             | 68:40   |  |

## Desempenho nas tabelas musicais
If You're Reading This It's Too Late estreou na primeira posição na Billboard 200, vendendo 495,000 copias na semana de estréia. Até 11 de Novembro de 2015 o álbum vendeu 1,059,000 copias no Estados Unidos.

### Posições
| Tabela musical (2015)                   | Melhor posição |
| --------------------------------------- | -------------- |
| Austrália (ARIA)                        | 2              |
| Áustria (Ö3 Austria Top 40)             | 20             |
| Bélgica (Ultratop Flandres)             | 31             |
| Bélgica (Ultratop Valônia)              | 47             |
| Canadá (Billboard)                      | 1              |
| Dinamarca (Hitlisten)                   | 6              |
| Países Baixos (Dutch Charts)            | 15             |
| Finlândia (Suomen virallinen lista)     | 30             |
| França (SNEP)                           | 55             |
| Alemanha (Offizielle Deutsche Charts)   | 89             |
| Nova Zelândia (RMNZ)                    | 3              |
| Noruega (VG-lista)                      | 14             |
| Suécia (Sverigetopplistan)              | 16             |
| Suíça (Schweizer Hitparade)             | 7              |
| Reino Unido (Official Albums Chart)     | 3              |
| Reino Unido (UK R&B Albums Chart)       | 1              |
| Estados Unidos (Billboard 200)          | 1              |
| Estados Unidos (Top R&B/Hip Hop Albums) | 1              |

## Certificações
| País                  | Certificação | Vendas certificadas |
| --------------------- | ------------ | ------------------- |
| Estados Unidos (RIAA) | Platina      | 1,059,000           |
| Reino Unido (BPI)     | Ouro         | 100,000             |